# Adam Ptáček
Pour les articles homonymes, voir Ptáček.
Adam Ptáček (né le 8 octobre 1980) est un athlète tchèque spécialiste du saut à la perche.

## Carrière
En 1998, Adam Ptáček obtient le bronze aux championnats du monde juniors à Annecy. Le 17 juin 2002 lors du Mémorial Josef-Odložil de Prague il franchit une barre à 5,76 m, soit un centimètre de plus que le record national détenu par Štěpán Janáček, mais celui-ci en fait autant et les deux perchistes deviennent donc codétenteurs du record. Un mois plus tard, Ptáček devient seul recordman, avec 5,80 m réussis au 1er essai, toujours à Prague, ce qui représente pour le Tchèque une progression de 18 cm en un an. Aux championnats d'Europe il décroche la 6e place.
Il obtient son meilleur résultat en 2004 à Budapest en terminant 2e des championnats du monde en salle, derrière le Russe Igor Pavlov.
En 2007 lors d'une exhibition il passe 5,82 m, performance qui ne sera pas homologuée.
Sur le plan national, Ptáček a obtenu 10 titres nationaux à la perche, 5 en plein air et autant en salle.

### Palmarès
| Date | Compétition                    | Lieu     | Résultat | Performance |
| ---- | ------------------------------ | -------- | -------- | ----------- |
| 1998 | Championnats du monde juniors  | Annecy   | 3e       | 5,20 m      |
| 2002 | Championnats d'Europe          | Munich   | 6e       | 5,70 m      |
| 2004 | Championnats du monde en salle | Budapest | 2e       | 5,70 m      |

| Compétition | Date | Lieu       | Résultat | Performance |
| ----------- | ---- | ---------- | -------- | ----------- |
| plein air   | 2002 | Ostrava    | 1er      | 5,55 m      |
| plein air   | 2003 | Olomouc    | 1er      | 5,60 m      |
| plein air   | 2004 | Plzen      | 1er      | 5,45 m      |
| plein air   | 2006 | Prague     | 1er      | 5,75 m      |
| plein air   | 2011 | Brno       | 1er      | 5,20 m      |
| salle       | 2000 | Prague     | 1er      | 5,60 m      |
| salle       | 2001 | Prague     | 1er      | 5,40 m      |
| salle       | 2003 | Bratislava | 1er      | 5,70 m      |
| salle       | 2004 | Prague     | 1er      | 5,40 m      |
| salle       | 2007 | Prague     | 1er      | 5,49 m      |

### Records
| Épreuve                  | Performance | Lieu     | Date            |
| ------------------------ | ----------- | -------- | --------------- |
| Saut à la perche         | 5,80 m      | Prague   | 13 juillet 2002 |
| Saut à la perche (salle) | 5,81 m      | Chemnitz | 7 février 2003  |